# KSK Halle
Ne pas confondre avec le K. Cercle Halle, un autre club de la même ville avec lequel le club dont il est question dans cet article fusionne en 1973.
Maillots
Dernière mise à jour : 16 mai 2017.
Le Koninklijke Sportklub Halle était un club de football belge localisé dans la commune de Hal, province du Brabant flamand. Fondé vers 1907, ce club portait le matricule 87 et ses couleurs étaient le jaune et le bleu. Il a évolué durant 26 saisons dans les séries nationales belges.
Le club tire son nom d'une fusion intervenue en 1973 entre la Royale Union Halloise (matricule 87) et le K. Cercle Hal (matricule 120). Le plus ancien matricule est conservé lors de la fusion.
Au terme de la saison 2016-2017, K. SK Halle fusionne avec le FC Pepingen (matricule 7741) pour former le SK Pepingen-Halle. Son matricule 87 est radié par l'Union Belge.

## Histoire

### Divergences sur la date de création du club
Certaines sources divergent quant à la date de création de ce club. Certaines parlent du 1er septembre 1919. Dans les faits cette date est celle de la fusion formant Football Club Hal. Ce club qui change ensuite de nom (voir ci-après) est reconnu « Société Royale » le  25 mai 1932, on peut en déduire que sa fondation remonte au plus tard à l'année 1907. Ce titre est attribué, selon les critères en vigueur à l'époque aux associations pouvant prouver 25 années d'existence ininterrompue.
Le FC Hal (affilié le 01/11/1919) provient d'une fusion entre deux entités plus anciennes: l'Union Halloise et le CS Hallois.
L'Union a été fondée le 1er avril 1907 et s'est affilié à l'UBSSA (qui devient "UBSFA" en 1912 puis "URBSFA" en 1920) le 13 mars 1910. Elle joue sur un terrain appelé "Biezeweyde" sur le haut de la rue Saint-Roch. Ses joueurs portent un maillot jaune et noir. Ce club est démissionné de l'UBSFA le 5 septembre 1919.
Le Cercle Sportif voit le jour en 1908 et s'affilie à l'UBSSA le 8 avril 1909. Il évolue rue de la Fabrique. Ses joueurs portent des maillots rayés verticalement bleus et blancs avec des shorts noirs. Ce club est démissionné de l'UBSFA le 13 septembre 1919 .
L'actuel K. SK Halle est le successeur de ce FC Hal, qui est lui-même celui de l'Union Halloise, première du nom, dont l'année de fondation initiale est donc celle du matricule 87.
Le FC Hal est affilié auprès de l'URBSFA, le 21 octobre 1919 et joue dans les séries régionales du Brabant.

### Retour à l'appellation "Union Halloise"
À la fin de la saison 1923-1924, le FC Hal voit arriver un "rival". Il s'agit de l'US Saintoise qui faute de terrain déménage vers celui de la "Biezeweyde" à Hal.
Ce cercle, étiqueté d'obédience "catholique", décide de reprendre le nom de l'ancien club: Cercle Sportif Hallois, à partir du 4 juin 1924. À la suite de cela, les responsables du FC Hal, étiqueté d'obédience "libérale", choisit de revenir à l'appellation d'Union Halloise, à partir du 8 mai 1925 .
À partir de ce moment, l'Union et le CS vont évoluer de concert et entretenir une farouche rivalité. Le 21 décembre 1926, les deux clubs reçoivent leur numéros de matricule. L'Union Halloise se voit attribue le n°87, et le CS Hallois le n°120. En raison de sa date de fondation initiale en 1907 (puisque Société Royale en 1932), l'Union Halloise aurait dû recevoir, selon les Historiens et documentalistes un matricule aux alentours du...n°33.

Le 26 mai 1932, l'Union Halloise est reconnue « Société Royale » et prend le nom de Royale Union Halloise (87) à partir du 21 juin 1932.
Le club atteint la Promotion, alors troisième et dernier niveau national, en 1937 et se classe troisième de sa série pour sa première saison. La saison suivante, il est rejoint par son rival du RCS Hallois, qui décroche directement le titre dans leur série. Durant les années 1940, le club joue le subtop en Promotion mais sans parvenir à décrocher un titre et une montée au niveau supérieur. En 1943-1944, il est à la lutte pour le sacre avec l'autre club de la ville, relégué en début de saison, mais il doit une nouvelle fois s'avouer vaincu. Il passe également près du titre en 1950, terminant vice-champion à six points du vainqueur, le KAV Dendermonde. Une performance qu'ils réitèrent deux ans plus tard, juste avant la réforme des séries nationales menant à la réduction du nombre de clubs présents aux deuxième et troisième niveaux et la création d'une quatrième division qui hérite du nom de Promotion. Cette réforme est fatale au club la saison suivante. Dans une série désormais plus difficile, le club finit bon dernier et est relégué. Il joue encore deux saisons en nationales mais après une avant-dernière place finale en 1955, il doit redescendre en première provinciale. Comble de l'ironie, le RCS Hallois est dans le même temps sacré champion dans leur série.

### Fusion et nouveau départ
Le club évolue ensuite pendant près d'une décennie dans les séries provinciales, où il est rejoint par son rival en 1962. Les deux clubs ne parvenant plus à tenir le coup seuls décident de fusionner le 1er juillet 1973 pour former le « Koninklijke Sportklub Halle ». Le club fusionné conserve le matricule 87 de l'Union Halloise.
Le mariage est rapidement couronné de succès, le club parvenant à remonter en Promotion deux ans plus tard. Ce retour ne dure toutefois que cinq ans et une avant-dernière place en 1980 condamne le club à retourner en provinciales. Il y reste presque la totalité des années 1980 puis remonte au quatrième niveau national en 1987. Pour son retour, le club décroche une belle quatrième place mais la saison suivante est plus difficile et voit l'équipe finir avec la lanterne rouge. Après seulement deux saisons, le KSK Halle redescend déjà en « P1 ».
Durant les années 1990, le club va encore chuter dans la hiérarchie. Il revient en première provinciale en 2006 à la faveur d'un titre décroché dans sa série de « P2 ». Le club s'installe dans la première moitié du classement durant plusieurs saisons et participe même deux fois au tour final provincial, en 2009 et 2010, dont il est à chaque fois éliminé. Enfin, en 2012, après avoir terminé cinquième en championnat le club remporte le tour final et s'ouvre les portes de la Promotion, 25 ans après l'avoir quittée. Pour son grand retour au niveau national, le club se bat pour éviter la relégation et parvient à terminer finalement dixième, avec une marge somme toute confortable sur la zone dangereuse. Hélas, la saison 2013-2014 est très difficile pour le club, qui termine dernier de sa série et doit redescendre en première provinciale.
Au terme de la saison 2014-2015, sous les ordres d'Alan Haydock, le K. SK Halle remporte le tour final de "P1 Brabant" et gagne le droit de retrouver les séries nationales.

### Ultime fusion au bout de 110 ans
Au terme de la saison 2016-2017, mal en point sportivement (le club termine avant-dernier et relégué en D2 Amateur VFV) et financièrement, le vieux matricule unit sa destinée à celle du FC Pepingen (matricule 7741) qui a perdu un de ses principaux sponsor en cours de saison mais monte depuis la D3 Amateur VFV, via le tour final. Ce  constitue ainsi le SK Pepingen-Halle (7741). Les accords prévoient qu'à partir de 2017-2018, l'équipe de D2 Amateur évolue au "stade Lamme Guiche" de Hal alors que la sélection "B" (Provinciale) joue à Pepingen.

## Résultats dans les divisions nationales
Statistiques clôturées, club disparu

### Bilan
| Niv | Divisions     | Jouées | Titres | TM Up | TM Down |
| --- | ------------- | ------ | ------ | ----- | ------- |
| I   | 1re nationale | 0      | 0      |       |         |
| II  | 2e nationale  | 0      | 0      |       |         |
| III | 3e nationale  | 13     | 0      |       |         |
| IV  | 4e nationale  | 13     | 0      | 1     |         |
| V   | 5e nationale  | 0      | 0      |       |         |
|     |               |        |        |       |         |
|     | TOTAUX        | 26     | 0      | 1     | 0       |

- TM Up : test-match pour départager des égalités, ou toutes formes de Barrages ou de Tour final pour une montée éventuelle.
- TM Down : test-match pour départager des égalités, ou toutes formes de Barrages ou de Tour final pour le maintien.

### Classements saison par saison
| Ordre                     | Saison  | Nom du club                                                       | Niveau                                                            | Classement final                                                  | Remarques                                                         |
| ------------------------- | ------- | ----------------------------------------------------------------- | ----------------------------------------------------------------- | ----------------------------------------------------------------- | ----------------------------------------------------------------- |
| 1                         | 1937-38 | R. Union Halloise                                                 | Promotion (D3) série C                                            | 3e/14                                                             |                                                                   |
| 2                         | 1938-39 | R. Union Halloise                                                 | Promotion (D3) série B                                            | 9e/14                                                             |                                                                   |
| compétitions interrompues |         |                                                                   |                                                                   |                                                                   |                                                                   |
| 3                         | 1941-42 | R. Union Halloise                                                 | Promotion (D3) série C                                            | 5e/13                                                             |                                                                   |
| 4                         | 1942-43 | R. Union Halloise                                                 | Promotion (D3) série B                                            | 6e/13                                                             |                                                                   |
| 5                         | 1943-44 | R. Union Halloise                                                 | Promotion (D3) série A                                            | 3e/14                                                             |                                                                   |
| compétitions interrompues |         |                                                                   |                                                                   |                                                                   |                                                                   |
| 6                         | 1945-46 | R. Union Halloise                                                 | Promotion (D3) série C                                            | 8e/18                                                             |                                                                   |
| 7                         | 1946-47 | R. Union Halloise                                                 | Promotion (D3) série C                                            | 5e/17                                                             |                                                                   |
| 8                         | 1947-48 | R. Union Halloise                                                 | Promotion (D3) série C                                            | 8e/16                                                             |                                                                   |
| 9                         | 1948-49 | R. Union Halloise                                                 | Promotion (D3) série A                                            | 12e/16                                                            |                                                                   |
| 10                        | 1949-50 | R. Union Halloise                                                 | Promotion (D3) série B                                            | 2e/16                                                             | [ saisons 1 ]                                                     |
| 11                        | 1950-51 | R. Union Halloise                                                 | Promotion (D3) série D                                            | 13e/16                                                            |                                                                   |
| 12                        | 1951-52 | R. Union Halloise                                                 | Promotion (D3) série A                                            | 2e/16                                                             | [ saisons 2 ]                                                     |
| 13                        | 1952-53 | R. Union Halloise                                                 | Division 3 série B                                                | 16e/16                                                            | Relégué!                                                          |
| 14                        | 1953-54 | R. Union Halloise                                                 | Promotion série A                                                 | 8e/16                                                             |                                                                   |
| 15                        | 1954-55 | R. Union Halloise                                                 | Promotion série C                                                 | 15e/16                                                            | Relégué!                                                          |
| séries provinciales       |         |                                                                   |                                                                   |                                                                   |                                                                   |
| 16                        | 1975-76 | K. SK Halle                                                       | Promotion série B                                                 | 5e/16                                                             |                                                                   |
| 17                        | 1976-77 | K. SK Halle                                                       | Promotion série A                                                 | 13e/16                                                            |                                                                   |
| 18                        | 1977-78 | K. SK Halle                                                       | Promotion série D                                                 | 5e/16                                                             |                                                                   |
| 19                        | 1978-79 | K. SK Halle                                                       | Promotion série C                                                 | 10e/16                                                            |                                                                   |
| 20                        | 1979-80 | K. SK Halle                                                       | Promotion série B                                                 | 15e/16                                                            | Relégué!                                                          |
| séries provinciales       |         |                                                                   |                                                                   |                                                                   |                                                                   |
| 21                        | 1987-88 | K. SK Halle                                                       | Promotion série B                                                 | 4e/16                                                             |                                                                   |
| 22                        | 1988-89 | K. SK Halle                                                       | Promotion série A                                                 | 16e/16                                                            | Relégué!                                                          |
| séries provinciales       |         |                                                                   |                                                                   |                                                                   |                                                                   |
| 23                        | 2012-13 | K. SK Halle                                                       | Promotion série B                                                 | 10e/15                                                            |                                                                   |
| 24                        | 2013-14 | K. SK Halle                                                       | Promotion série B                                                 | 16e/16                                                            | Relégué!                                                          |
| séries provinciales       |         |                                                                   |                                                                   |                                                                   |                                                                   |
| 25                        | 2015-16 | K. SK Halle                                                       | Promotion série B                                                 | 6e/16                                                             | Promu via tour final!                                             |
| 26                        | 2016-17 | K. SK Halle                                                       | Div. 2 Amateur VFV série A                                        | 15e/16                                                            | Relégué!                                                          |
| X                         | 2017    | Le club fusionne avec le FC Pepingen, son matricule 87 est radié. | Le club fusionne avec le FC Pepingen, son matricule 87 est radié. | Le club fusionne avec le FC Pepingen, son matricule 87 est radié. | Le club fusionne avec le FC Pepingen, son matricule 87 est radié. |

## Anciens joueurs/entraîneurs connus
- Alan Haydock
- Yves Buelinckx
- Ariël Jacobs, joue un an en 1975-1976 à Halle